# Alfred Günther (Beamter)
Alfred Günther (* 13. November 1876 in Züllichau; † nach 1961) war ein deutscher Finanzbeamter. Er war Präsident der Landesfinanzämter Oberschlesien (1921 bis 1925) und Magdeburg. Nach der Machtergreifung der Nationalsozialisten wurde er Oberfinanzpräsident in Magdeburg, zum 1. Januar 1943 umbenannt in Oberfinanzpräsident Mitteldeutschland in Magdeburg.

## Leben
Über die Biografie Günthers ist nur wenig bekannt. Als vorheriger Ministerialrat im Reichsfinanzministerium wurde er zum 1. Juli 1921 Abteilungspräsident im Landesfinanzamt Hannover. Er war ab 1925 Präsident des Landesfinanzamtes Oberschlesien in Neiße und seit 1. März 1930 in Magdeburg als Landesfinanzpräsident tätig. Noch im gleichen Jahr wurde er in den Rotary Club Magdeburg aufgenommen, den er bis zur Auflösung 1937 angehörte. Zum 1. April 1943 ging er in den Ruhestand. Theodor Hillmer aus Thüringen übernahm seine Funktion als mitteldeutscher Oberfinanzpräsident. Er war u. a. Mitglied des Aufsichtsrates der Mansfeld AG Eisleben.
Nach dem Zweiten Weltkrieg wurde er in Hannover erneut in den Rotaryclub aufgenommen, dem er dort von 1956 bis 1962 angehörte.